# کریستوفر فیربنک
کریستوفر فیربَنک (به انگلیسی: Christopher Fairbank) (زاده ۴ اکتبر ۱۹۵۳)، بازیگر انگلیسی است.
از فیلم‌ها و سریال‌های معروف او می‌توان به عنصر پنجم، تهاجم: زمین و پنهان اشاره کرد.